# Vepris cauliflora
Vepris cauliflora är en vinruteväxtart som beskrevs av Joseph Marie Henry Alfred Perrier de la Bâthie. Vepris cauliflora ingår i släktet Vepris och familjen vinruteväxter. Inga underarter finns listade i Catalogue of Life.